# Cinta de servei en l'Exèrcit
La cinta de servei en l'Exèrcit (anglès: Army service ribbon) és una condecoració de l'Exèrcit dels Estats Units creada el 10 d'abril de 1981. És atorgada a tots els membres de l'Exèrcit dels Estats Units (incloent la Reserva i la Guàrdia Nacional) que completen la instrucció inicial d'accés.
La instrucció inicial d'accés es defineix com qualsevol instrucció o curs d'instrucció completat immediatament després de l'ingrés a l'Exèrcit. Inclou la instrucció bàsics, el ROT i l'Acadèmia de Candidats a Oficial. Per a aquells membres que van completar la instrucció abans de 1981, la cinta es concedeix de manera retroactiva a tots aquells que encara estiguessin en servei el 1981. Per a aquells membres de servei que s'allisten a l'Exèrcit després de servir en una altra branca de servei (i a qui no es pot requerir la instrucció inicial d'accés), la cinta s'atorga en acomplir 4 mesos de servei actiu.
Només s'atorga un únic cop. Equival a la cinta d'instrucció de la Força Aèria. La Marina dels Estats Units i els Guardacostes no tenen cap distinció equivalent. La cinta està prohibit sobre tots els uniformes de servei naval; i els Marines tampoc no tenen cap equivalent, però reben la seva insígnia (l'àliga amb globus i àncora) en finalitzar la instrucció bàsica.
La cinta té 34,8mm d'amplada, i es compon de les següents franges verticals: 5mm en vermell, 4mm en taronja, 2,4mm en groc, 3,17 verd, blau marí al centre i viceversa. La multiplicitat de colors representa l'espectre sencer d'especialitats militars a què oficials i tropa poden accedir després de completar la instrucció inicial.
Com que és una cinta molt comuna, ha rebut noms com "Medalla de l'Infart i la Respiració" (Heartbeat and Respiration Medal), "cinta higiènica de l'Exèrcit" (Army Hygiene Ribbon) i "cinta de benvinguda a l'Exèrcit" (Welcome to the Army Ribbon). Pels seus colors ha rebut malnoms com el "cinta de l'orgull gai" (Gay Pride Ribbon).